# Bedřich Blažek (malíř)
Bedřich Blažek (5. března 1901, Veltruby – 4. července 1960, Praha) byl český malíř.

## Život
Po druhé světové válce byl členem pražského Spolku výtvarných umělců Marold. Soukromě studoval malířství u Oldřicha Blažíčka a Václava Radimského. Maloval krajiny a výjevy z vesnického prostředí z oblasti Kolínska. Řadu jeho obrazů vlastní Regionální muzeum v Kolíně.
Jeho syn Bedřich Blažek byl římskokatolický kněz, varhaník, dirigent a hudební skladatel.

## Ukázky malířova díla
- Bedřich Blažek: Před chalupou
- Bedřich Blažek: Orání[nedostupný zdroj]
- Bedřich Blažek: Šeříky ve váze[nedostupný zdroj]